# Беляночка восточная
Беляночка восточная, или беляночка морзе (лат. Leptidea morsei) — дневная бабочка из семейства белянок (Pieridae, род Leptidea). Этимология латинского названия — Сэмюэл Морзе, английский художник XIX века, изобретатель телеграфа.

## Описание
Длина переднего крыла 18—24 мм. Основной фон окраски крыльев — белый. Передние крылья у вершины вытянуты, имеют вогнутый внешний край. На переднем крыле у самца имеется тёмное пятно у вершины. У бабочек весеннего поколения основной фон заднего крыла на нижней стороне серовато-охристый, а у особей летнего поколения — белый.

## Ареал
Распространение до сих пор не выяснено в полном объёме ввиду скудности достоверно определённого материала.
Южная Польша, Словакия, Венгрия, Юго-восточная Австрия, Болгария, Румыния, Хорватия, Молдавия, юг Украины, центр и юг европейской части России, Сибирь, Турция, Восточный Казахстан, Приамурье, Приморье, Монголия, Китай, Корея и Япония. Распространение на территории европейской части России нуждается в уточнении.
В Восточной Европе представлен подвид Leptidea morsei major Grund, 1905, отличающийся от номинативного Leptidea morsei morsei (Fenton, [1882]), распространённого на Дальнем Востоке, несколько меньшими размерами и отсутствием желтого оттенка на нижней стороне задних крыльев у особей весеннего поколения.
Населяет лесные луга, поляны, разнотравные луга в смешанных лесах, часто горных, встречается по берегам рек.

## Биология
Развивается за год в двух поколениях. Время лёта в мае—июне и июле—августе.
Бабочки предпочитают открытые луговые участки в лесах, на просеках, часто встречаются у цветущих растений по обочинам дорог. Бабочки питаются на Vicia, Lathyrus, Medicago, Geranium, различных Labiatae.
Яйца откладываются самками по одному на листья кормовых растений гусениц: чина чёрная, чина весенняя, Lathyrus sp., Vicia sp. — горошек.
Зимует на стадии куколки.

## Охрана
Вид в составе Красной книги Международного союза охраны природы (МСОП) имеет 1 категорию охраны (CR — виды, находящиеся под глобальной угрозой исчезновения и имеющие очень низкую или быстро сокращающуюся численность).
Занесён в «Красную книгу Европейских дневных бабочек». Охраняется в Венгрии и Словакии.